# Kościół Nawiedzenia Najświętszej Maryi Panny w Suchej Beskidzkiej (stary)
Kościół Nawiedzenia Najświętszej Maryi Panny – rzymskokatolicki kościół filialny należący do parafii Nawiedzenia Najświętszej Maryi Panny w Suchej Beskidzkiej.
Jest to świątynia wzniesiona w latach 1613-1614. Bryła świątyni posiada tradycje stylu późnogotyckiego (rzut poziomy, charakterystyczne przypory od zewnątrz) oraz liczne renesansowe elementy architektoniczno-zdobnicze. kościół jest budowlą jednonawową i posiada niewielkie prezbiterium zamknięte ścianą prostą oraz boczną kaplicę Matki Bożej Bolesnej powstałą w połowie XVII wieku. Świątynia nie ma wieży, a tylko małą, nakrytą blachą sygnaturkę w stylu barokowym.
Na przyporze, od strony zachodniej jest umieszczony kartusz herbowy Korczak fundatora Piotra Komorowskiego, ozdobiony renesansowym ornamentem. Z dawnego wyposażenia zachowało się barokowe malowidło umieszczone na sklepieniu prezbiterium, przedstawiające scenę Wniebowzięcia Najświętszej Maryi Panny. Pod prezbiterium znajduje się krypta grobowa Komorowskich – Piotra Komorowskiego i jego drugiej małżonki Marianny z Bnińskich. Spoczywa tam również brat Piotra – Mikołaj Komorowski. W świątyni znajduje się rokokowy chór muzyczny, podtrzymywany przez cztery kolumny jońskie oraz ołtarze: główny i pięć bocznych o wyposażeniu w stylu rokokowym.